# 莫奎拉戰役
莫奎拉戰役是西班牙收復失地運動的一場戰役，發生於865年8月9日，位於丰塞亚與布赫多之間，鄰近厄波羅河畔米兰达的歐斯莫奎拉。這場戰役由卡斯提亞的羅德里哥領導的基督徒卡斯提亞伯國與阿斯圖里亞斯王國聯軍，對上後伍麥亞王朝哥多華的穆罕默德一世帶領的穆斯林軍隊。最後結果是哥多華一方的勝利，並且造成收復失地運動進程的全面性撤退。

## 戰役
在865年，哥多華的穆罕默德一世在奧多尼奧一世的統治時期攻擊了阿斯圖里亞斯王國。基督徒聯軍在卡斯提亞伯爵羅德里哥的指揮下於歐斯莫奎拉峽谷面臨攻擊。穆斯林軍隊突然地遍佈厄波羅河畔米兰达河谷，驚嚇了基督徒軍隊，而戰鬥則佔滿了整條通往阿尼亚纳的道路。在從該處撤退後，卡斯提亞的羅德里哥試圖在潘科博攔截歸返的穆斯林軍，但是因為被穆斯林識破意圖而失敗，他們最後從歐哈河盆地撤退。
這場戰敗造成基督徒正在梅塞塔高原地區進行的人口移民運動全面性的中斷，直到奧多尼奧一世的兒子阿斯圖里亞斯的阿方索三世才再開始重新進行到他統治結束。阿方索三世也在這裡處置那些位於邊防地區有意獨立的阿斯圖里亞斯貴族。
哥多華的穆罕默德一世趁著基督徒在接著失去提隆河畔塞雷索、伊布里約斯及格拉尼翁堡壘的遭遇戰後的弱勢，在866年、867年派出更多軍隊發動攻擊。
穆斯林史學家伊本伊德哈里在他的著作「巴延穆格赫里布」當中記載了這場戰役。

## 外部連結
- Textos para la historia de Al-Andalus

42°41′N 2°56′W / 42.683°N 2.933°W